# Киевская старина

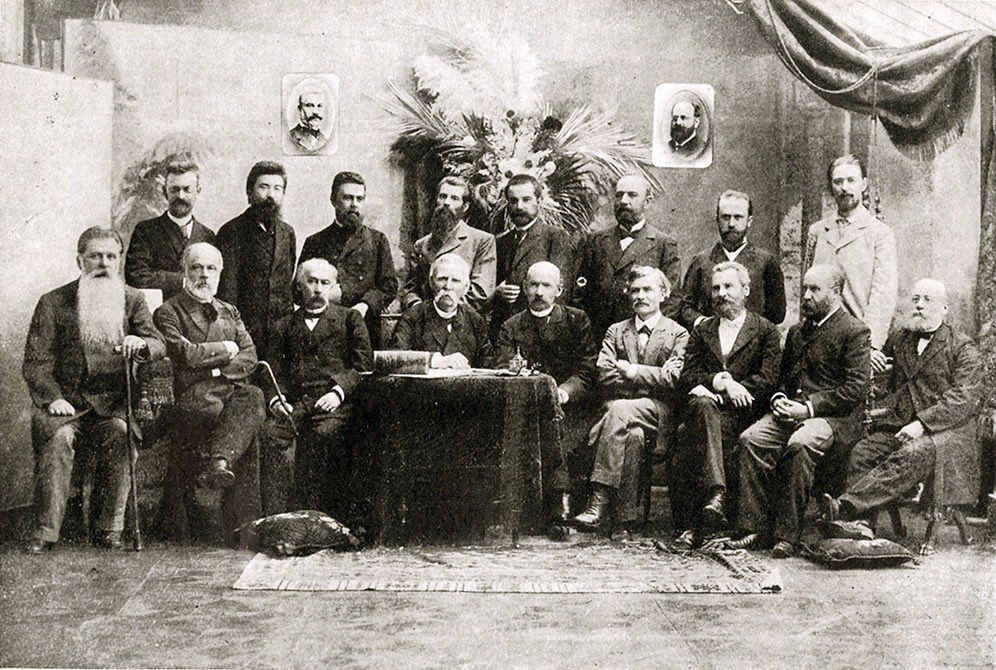
Торжества в честь 15-летия журнала «Киевская старина», весна 1898 года. Слева направо сидят: П. Житецкий, А. Лазаревский, В. Тарновский, М. Чалый, М. Шугуров, В. Антонович, К. Михальчук, А. Стороженко, В. Щербина; стоят: Е. Кивлицкий, Н. Василенко, А. Дудка-Степанович, Н. Молчановский, Левицкий, Н. Стороженко, В. Мякотин

«Ки́евская старина́» (рус. дореф. Кіевская старина) — ежемесячный историко-этнографический и литературный журнал. Издавался в Киеве на русском языке в 1882—1907 годах (в последний год — на украинском языке под названием «Україна»).

## История
Разрешение цензуры на выпуск первого номера было получено 1 февраля 1882 года.
Журнал сыграл большую роль в развитии украинской культуры в Российской империи. С журналом сотрудничали известные историки, писатели, этнографы — Алексей Андриевский, Владимир Антонович, Дмитрий Багалей, Николай Костомаров, Павло Житецький, Орест Левицкий, Александра Ефименко, Александр Лазаревский, Александр Шрамченко, Владимир Щербина, Владимир Боцяновский и другие.
В 1892 году в журнале В. Щербиной были опубликованы работы братьев Андрея и Евстафия Рудыковских. «Киевская старина» опубликовала «Воспоминания» за 1810—1886 О. Самчевского, а также «Записки» Ивана Сбитнева.
В 1899 году в Киеве открыт книжный магазин «Киевской старины». После отмены в 1907 году запрета на издание на украинском языке журнал сменил название на «Україна», но вскоре его выпуск был прекращен.
В 1992 году по инициативе академика НАН Украины П. П. Толочко выпуск журнала был возобновлен под названием «Київська старовина».
В 1899—1901 годах в качестве приложения к «Киевской старине» выходил ежемесячник «Археологическая летопись Южной России» (редактор Н. Ф. Беляшевский), ставший в 1903—1905 годах отдельным журналом.

## Редакторы
- 1882—1888 — Феофан Гаврилович Лебединцев.
- 1888—1889 — Александр Степанович Лашкевич.
- 1889—1893 — К. М. Гамалей, Евгений Александрович Кивлицкий.
- 1893—1906 — Владимир Павлович Науменко.